# Daniel Ekström
Daniel Ekström, född 1711 på Eksåg i Härads socken, Södermanland, död 1755, var en matematisk instrumentmakare.
Ekström arbetade hos instrumentmakare Rosenberg i Stockholm och studerade matematik. 1735 upprättade han en verkstad i Stockholm och blev samtidigt instrumentmakare vid Lantmäterikontoret. 
Vid 1738 års riksdag erhöll han ett reseanslag, på rekommendation av Anders Celsius åt vilken han förfärdigat utmärkta instrument. Han blev därefter i London mottagen som lärjunge hos den skicklige instrumentmakaren George Graham. 
Efter sin återkomst till Sverige, 1741, förfärdigade han en mängd astronomiska, geografiska, optiska och mekaniska instrument av mycket hög klass och som rönte erkännande även i utlandet. Bland annat var det troligen Ekström som ”rättvände” Celsiusskalan för temperaturmätning, så att den fick sitt nuvarande utseende med 0 °C vid vattnets fryspunkt och 100 °C vid vattnets kokpunkt.
År 1742 blev han ledamot av Vetenskapsakademien. 
1751 utnämndes Ekström till direktör för instrumentmakerierna i Sverige, som belöning för teknisk‐vetenskapliga och medborgerliga förtjänster.